# Geleira
Geleira (português brasileiro) ou glaciar (português europeu) é uma grande e espessa massa de gelo formada em camadas sucessivas de neve compactada e recristalizada, de várias épocas, em regiões onde a acumulação de neve é superior ao degelo. É dotada de movimento e se desloca lentamente, em razão da gravidade, relevo abaixo, provocando erosão e sedimentação glacial.

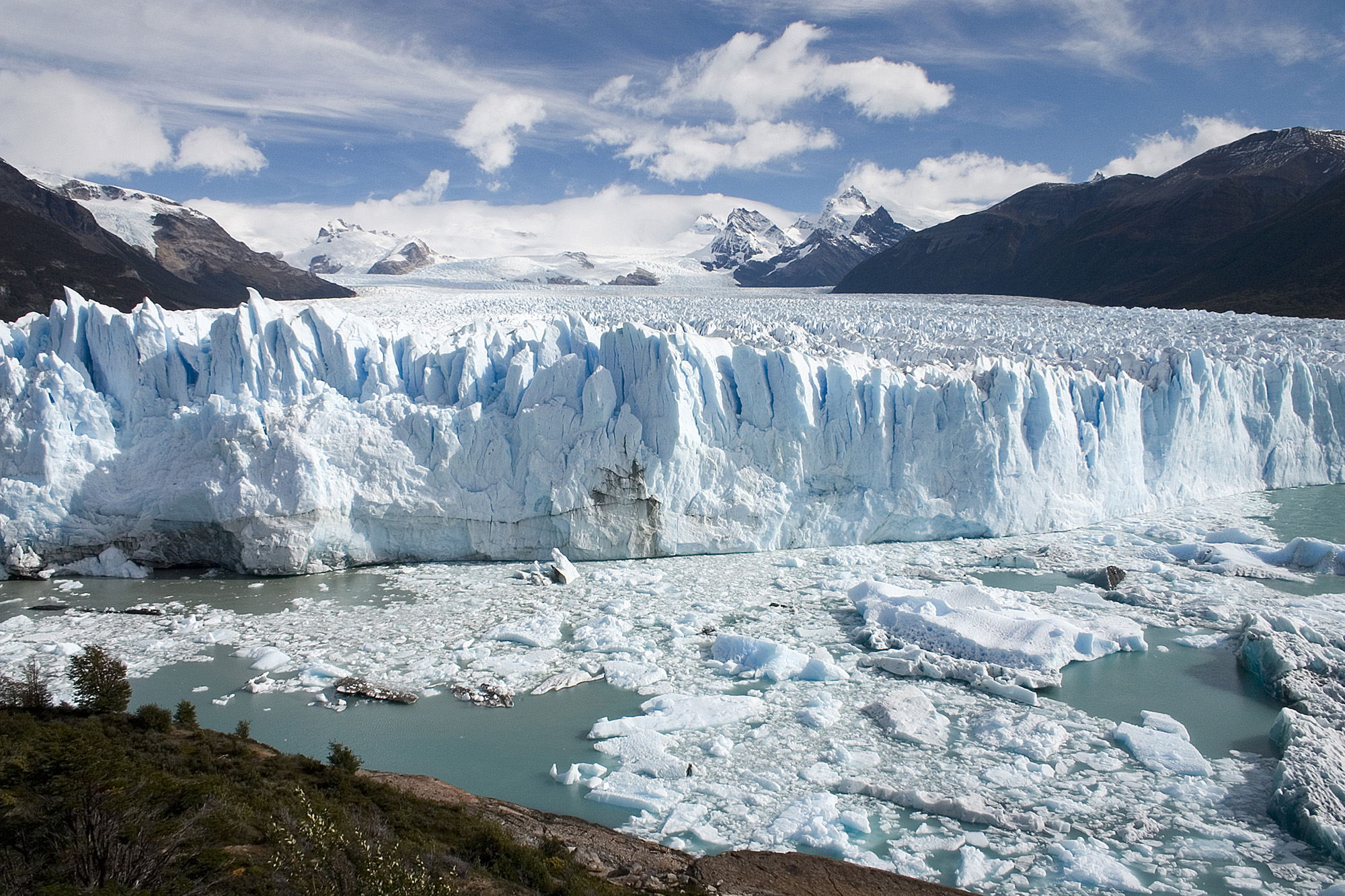
Patagônia: geleira Perito Moreno

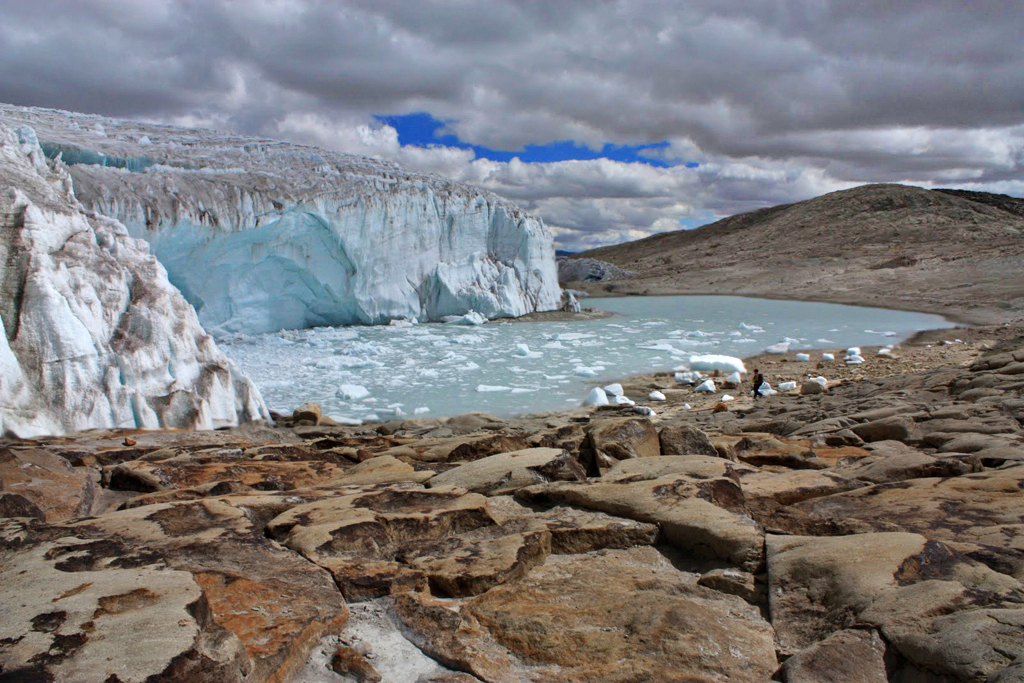
Peru: geleira Quelccaya é a maior área glaciar dos trópicos

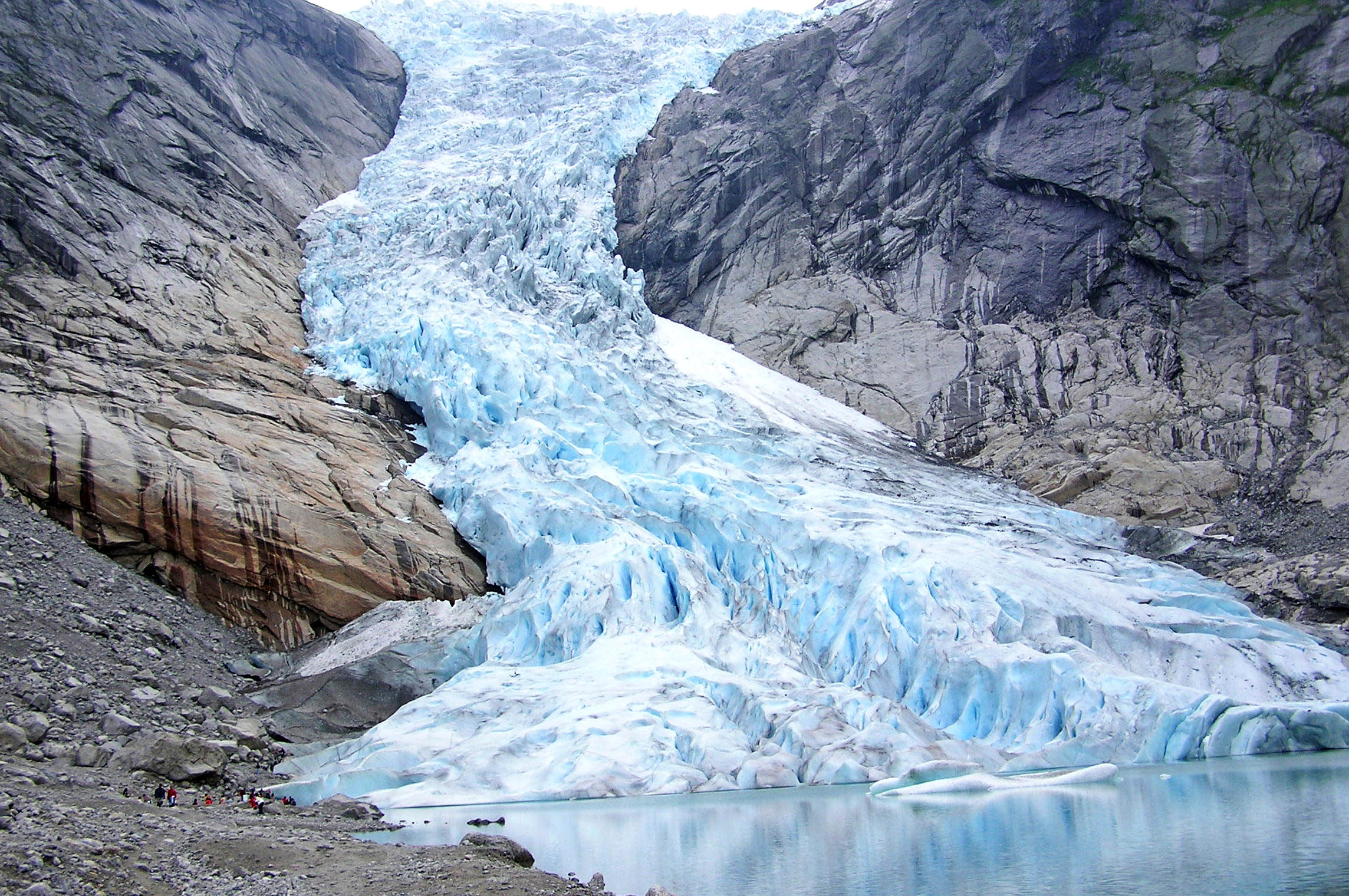
Noruega: geleira de Briksdal

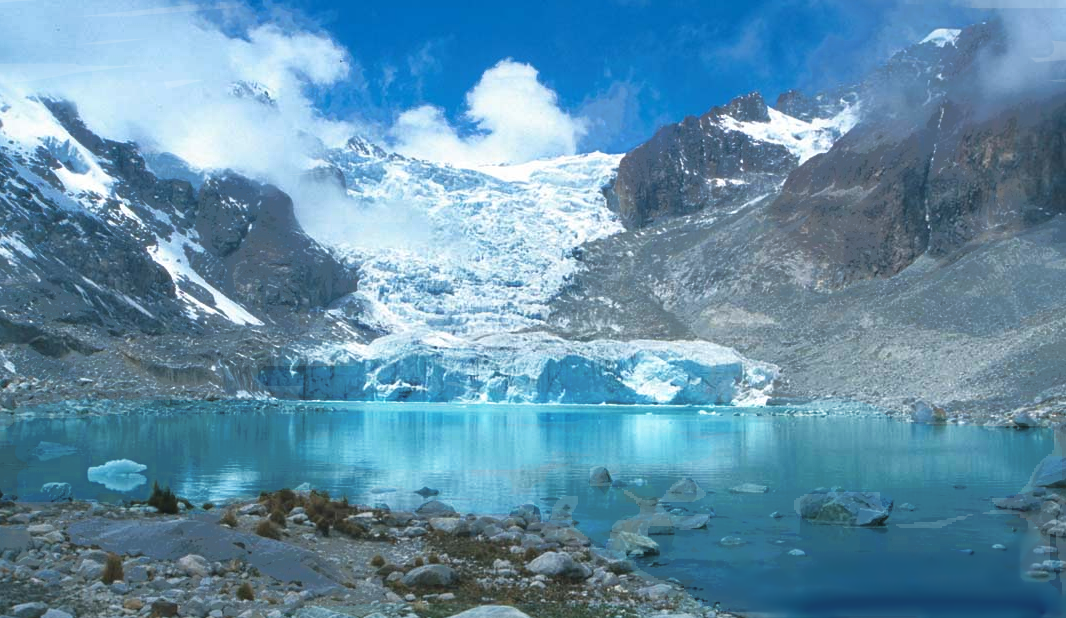
Bolívia: geleira de Sorata

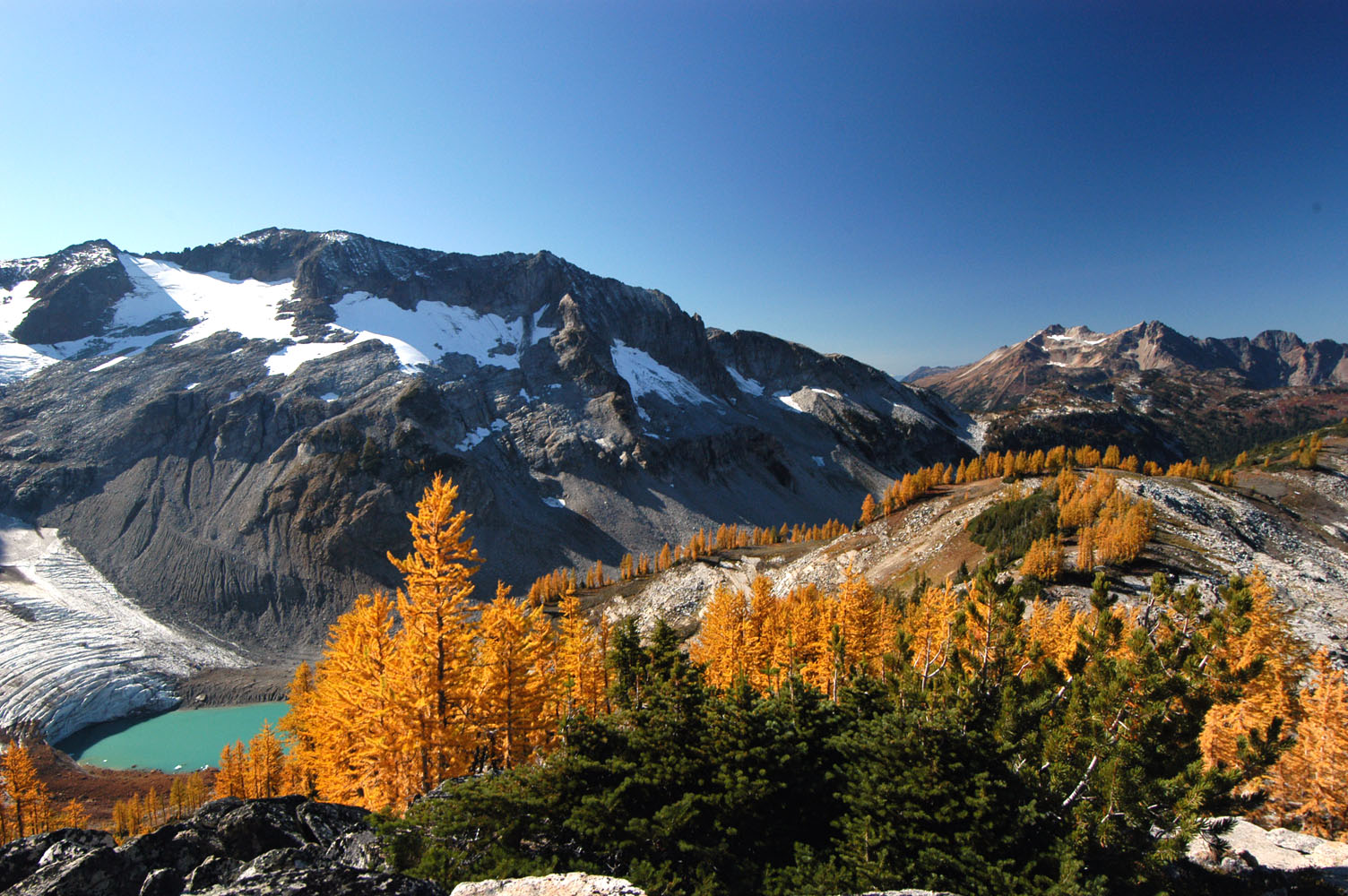
Washington: geleira Lyman

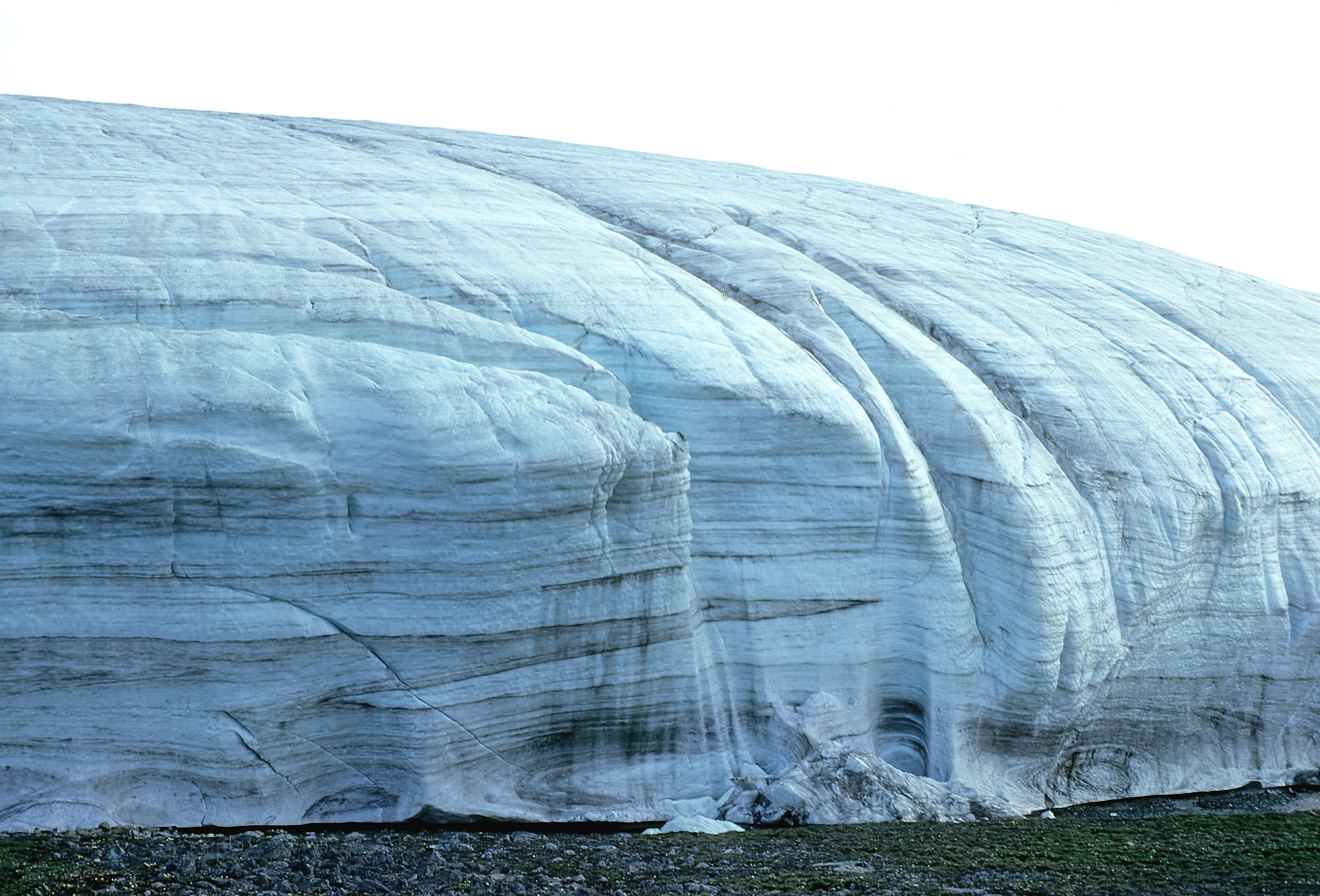
Ilha Ellesmere:Geleira Webber, frente a uma geleira polar fria

As geleiras ou glaciares podem apresentar extensão de vários quilômetros e espessura que pode também alcançar a faixa dos quilômetros. A neve que restou de uma estação glacial dá-se o nome de nevado (usa-se também o termo alemão Firn e o francês nevé). O nevado é uma etapa intermediária da passagem da neve para o gelo. À medida que se acumulam as camadas anuais sucessivas, o nevado profundo é compactado, recongelando-se os grânulos num corpo único.
O gelo das geleiras é o maior reservatório de água doce sobre a Terra, e perde em volume total de água apenas para os oceanos. As geleiras cobrem uma vasta área das zonas polares mas ficam restritas às montanhas mais altas nos trópicos. Em outros locais do sistema solar, as grandes calotas polares de Marte rivalizam-se com as da Terra.
Dentre as características geológicas criadas pelas geleiras estão as morenas, ou moreias terminais ou frontais, mediais, de fundo  e as laterais, que são cristas ou depósitos de fragmentos de rocha transportados pela geleira; os vales em forma de U e circos em suas cabeceiras, e a franja da geleira, que é a área onde a geleira recentemente derreteu.

## Etimologia
O português geleira, do século XIX, preferível ao castelhanismo ventisqueiro e diferentemente do galicismo glaciar, é derivado do português gelo (do latim gelu, 'gelo, geada, frio intenso') e o sufixo -eira, que, no caso, traduz a ideia de 'intensidade, aumento, acúmulo'. O espanhol hielo, 'gelo', de 1220-1250, permite datar o português gelo no século XVI, ainda que seu primeiro registro seja o do dicionário de António de Morais Silva (1813).
Embora predomine na América Hispânica (principalmente na Argentina) e no português europeu o galicismo glaciar, do século XX, o vocábulo espanhol que traduz o português geleira é vestiquero, do século XVII, derivado do espanhol viento, de fins do século X, do latim ventus, 'vento'.
O francês glacier, de 1572, que passou ao inglês glacier, de 1744, deriva do francês glace, latim vulgar glacia, latim glacies, 'gelo'. Palavra dos falares alpinos, o francês glacier torna-se usual a partir do século XVIII, quando ainda concorre com glacière, de 1640, hoje obsoleto nesse sentido. O italiano ghiacciaio e o alemão Gletscher (desde o século XVI), ambos 'geleira', ganham curso no século XVIII como derivados do latim glacies.

## Formação

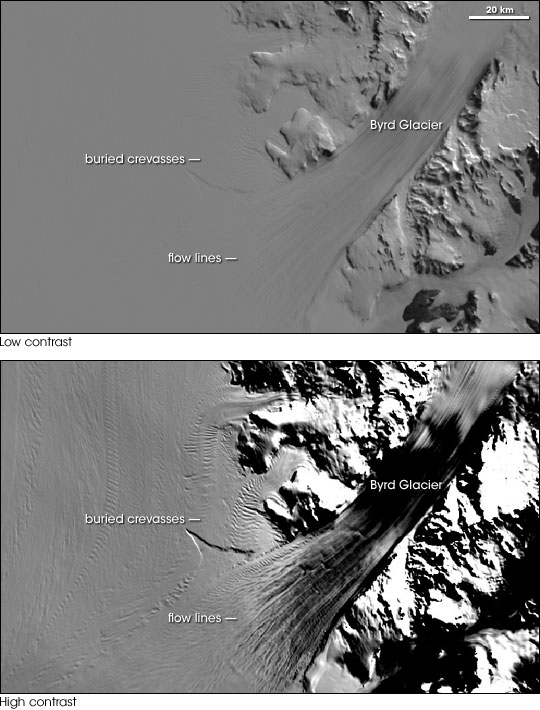
Fotografias com baixo e alto contraste da geleira Byrd. A versão de baixo contraste é similar em nível de detalhe ao que seria visto a olho nu e quase sem os rasgos característicos. A fotografia inferior utiliza um contraste aumentado para destacar as linhas de fluxo da camada de gelo e nas fendas inferiores

As geleiras se formam em áreas onde se acumula mais neve no inverno que se derrete no verão. Quando as temperaturas se mantêm abaixo do ponto de congelamento, a neve caída muda sua estrutura já que a evaporação e a recondensação da água causa a recristalização para formar grânulos de gelo menores, espessos e de forma esférica. Este tipo de neve recristalizada é conhecido por nevado. À medida que a neve se acumula e se converte em nevado, as camadas mais profundas são submetidas às pressões cada vez mais intensas. Quando as camadas de gelo e neve têm espessuras que alcançam várias dezenas de metros, o peso é tal que a nevada começa a desenvolver cristais de gelo maiores.
Nas geleiras, onde a fusão se dá na zona de acúmulo de neve, a neve pode converter-se em gelo através da fusão e o regelo (no período de vários anos). Na Antártida, onde a fusão é muito lenta ou não existe (inclusive no verão), a compactação que converte a neve em gelo pode demorar mil anos. A enorme pressão sobre os cristais de gelo faz que estes tenham uma deformação plástica, cujo comportamento faz com que as geleiras se movam lentamente sob a força da gravidade como se tratasse de um enorme fluxo de terra.
O tamanho das geleiras depende do clima da região em que se encontram. O equilíbrio entre a diferença do que se acumula na parte superior com respeito ao que se derrete na parte mais profunda recebe o nome de equilíbrio glacial. Nas geleiras de montanha, o gelo vai-se compactando nos circos glaciários, que nada mais são do que depressões em forma de nicho, de bordas escarpadas, nas altas montanhas. No caso das geleiras continentais, o acúmulo acontece também na parte superior da geleira, mas é uma consequência mais da formação da escarcha branca, isto é, da passagem direta do vapor d'água do ar ao estado sólido pelas baixas temperaturas das geleiras, que pelas precipitações de neve. O gelo acumulado comprime-se e exerce uma pressão considerável sobre o gelo mais profundo. Por sua vez, o peso da geleira exerce uma pressão centrífuga que provoca o empuxo do gelo até a borda exterior da mesma onde se derrete; a esta parte é dado o nome de área de ablação.

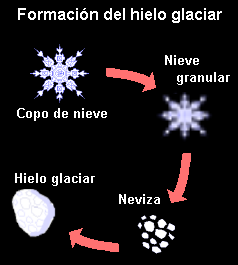
Formação do gelo glaciário

Nas geleiras de vale, a linha que separa estas duas áreas (a de acumulação e a de ablação) chama-se linha de neve ou linha de equilíbrio. A elevação destas linhas varia de acordo com as temperaturas e a quantidade de neve precipitada e é muito maior nas vertentes ou ladeiras que nas regiões de menor incidência solar. O avanço ou retrocesso de uma geleira está determinado pelo aumento da acumulação ou da ablação respectivamente. Os motivos deste avanço ou retrocesso das geleiras podem ser, obviamente, naturais ou humanas, sendo estes últimos os mais evidentes desde 1850, pelo desenvolvimento da industrialização já que o efeito mais observado da mesma é a enorme produção de anidrido carbônico ou dióxido de carbono (CO²) o qual absorve grandes quantidades de água (diretamente das geleiras próximas) para formar o ácido carbônico, com o que as geleiras de vale vão retrocedendo.
É o caso das geleiras alpinas europeias, em cujas proximidades localizam-se grandes indústrias que consomem grandes quantidades de combustíveis que geram esse dióxido de carbono. E as geleiras da Groenlândia e da Antártida resultam muito mais difíceis de medir, já que os avanços e retrocessos da frente podem estar compensados por um maior ou menor acumulação de gelo na parte superior, representando uma espécie de ciclos de avanços e retrocessos que se retroalimentam mutuamente dando origem a uma compensação dinâmica nas dimensões da geleira. Em outras palavras: uma diminuição da altura da geleira da Antártida, por exemplo, poderia gerar um maior empuxo para fora, e ao mesmo tempo, uma maior margem para que se acumule de novo uma quantidade de gelo similar a que existia anteriormente: recordemos que esta altura (uns três quilômetros) está determinada pelo equilíbrio glaciário, que tem uma espécie de teto determinado sobre o qual não se pode acumular mais gelo pela escassa quantidade de vapor d'água que tem o ar a mais de 3 000 metros.
A morfogênese glaciária se dá pelo processo de modificação do relevo através do depósito ou vazão do gelo de determinado local, podendo inclusive alterar a estrutura e formato da rocha ou montanha.
Densidades
- Neve fresca, assentada (entre 50 e 100 kg/ m3)
- Neve fresca, bem assentada (entre 100 e 200 kg/ m3)
- Neve velha (entre 200 e 400 kg/ m3)
- Firn (entre 400 e 800 kg/ m3)
- Gelo puro (916,7 kg/ m3, 0 °C)
- Água pura (999,97 kg/ m3, 4 °C)
- Água do mar (1'028,07 kg/ m3, 35 g Sal/ kg, 4 °C)[4]

## Classificação

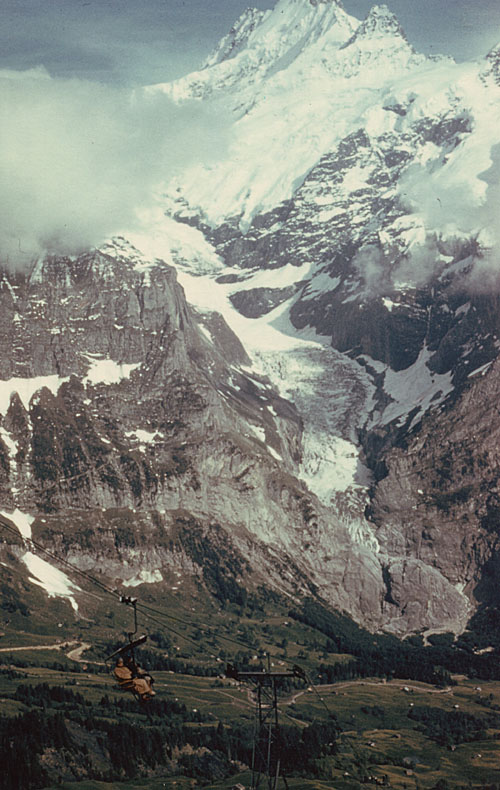
A geleira Grindelwald Superior e o Schreckhorn, na Suíça, mostrando as zonas de acumulação e ablação

As geleiras/glaciares classificam-se de acordo com seu tamanho e a relação que mantêm com a geografia. São geralmente aceitos 6 tipos de glaciares.

### Glaciares alpinos ou confinados
Chamam-se glaciares alpinos ou confinados os glaciares cuja morfologia depende do relevo e se encontram geralmente em montanhas ocupando o fundo dos talvegues.

#### Glaciar de vale

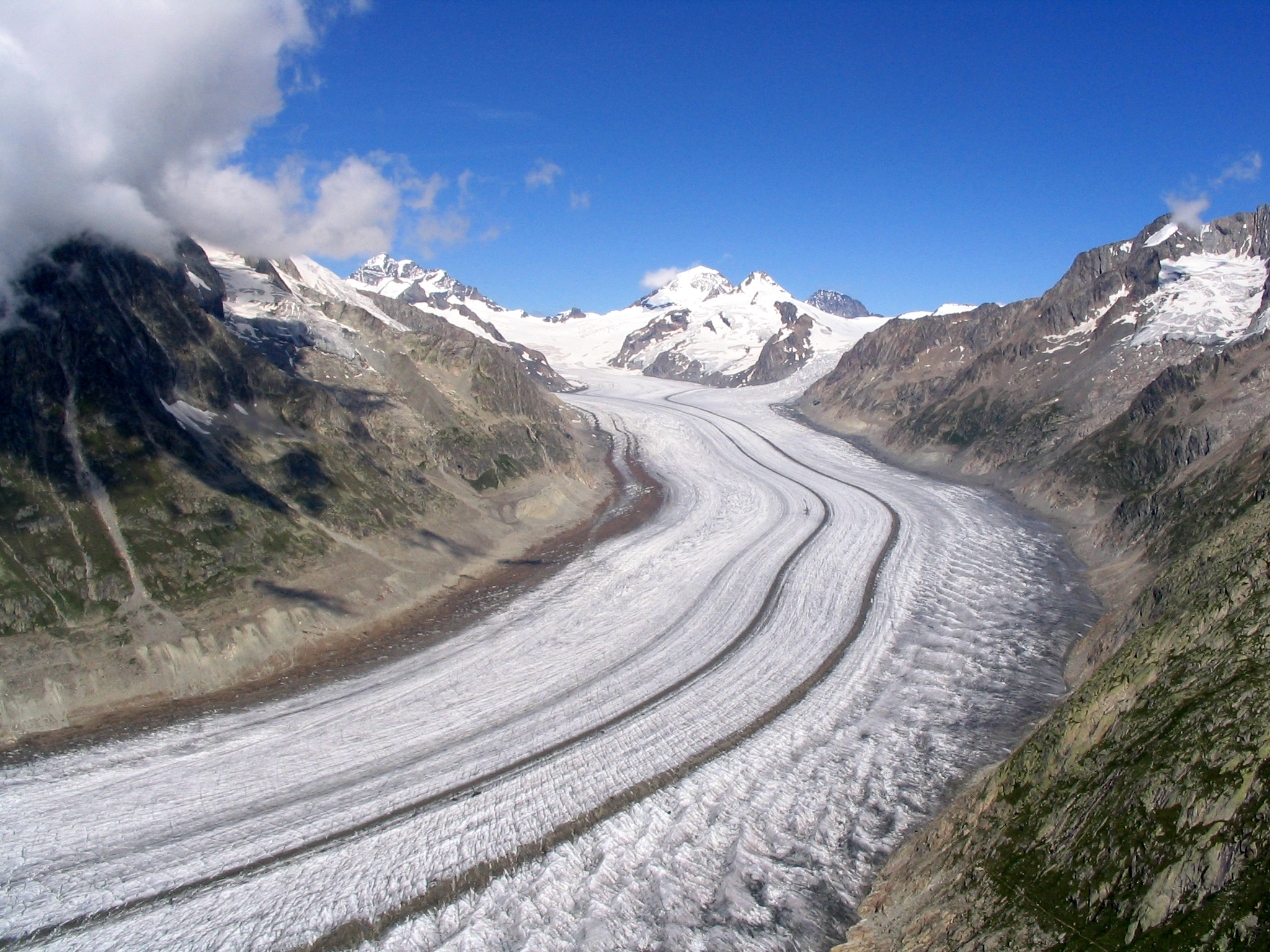
Glaciar de Aletsch

Os glaciares de vale são a representação clássica daquilo que fazemos de um glaciar: uma bacia de alimentação em forma de círculo aos pés de um pico montanhoso.
Exemplos de glaciares de vale:
- Mer de Glace em França
- Glacier d'Aletsch na Suíça

#### Glaciar suspenso

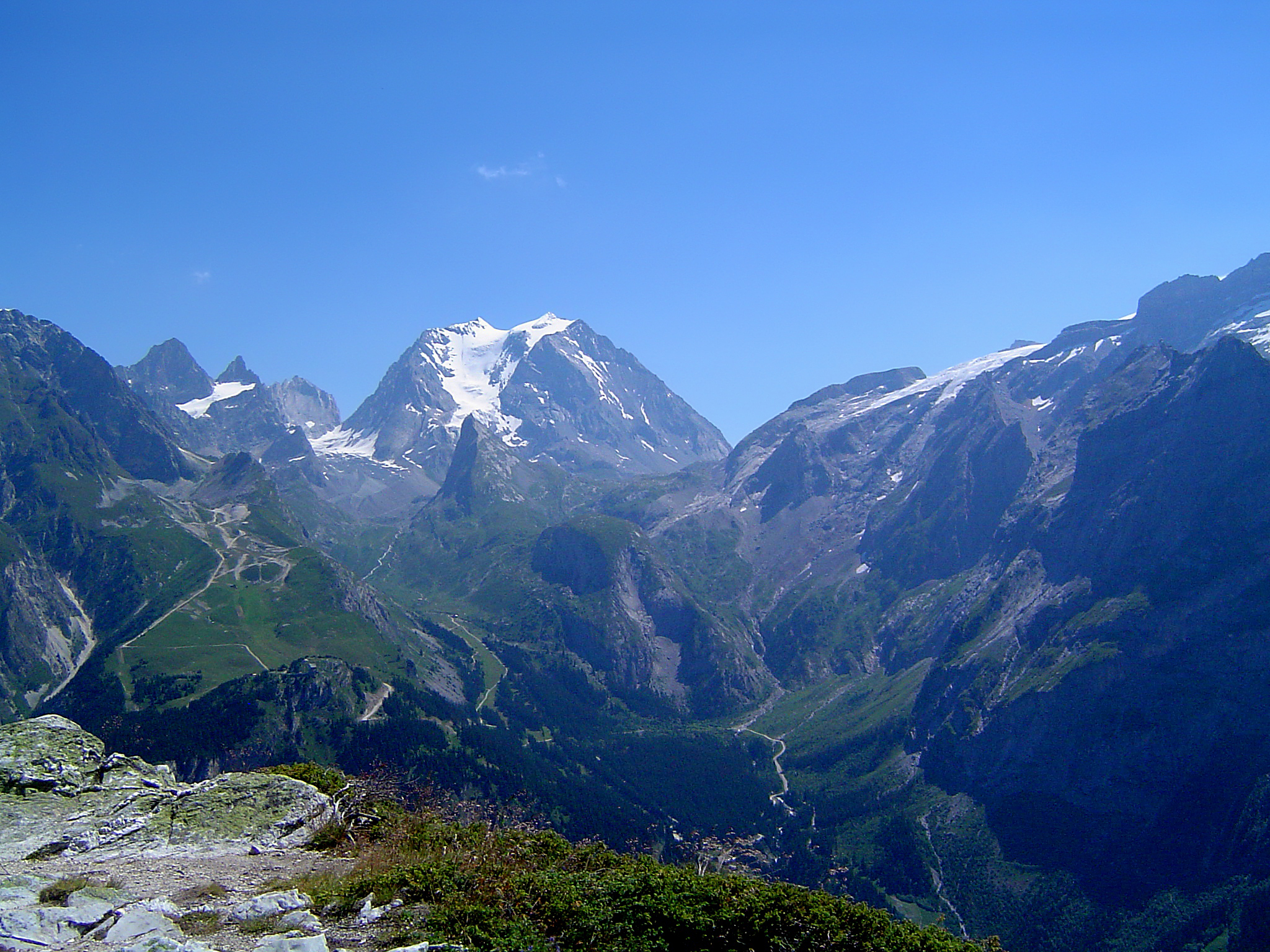
O glaciar na Glacier des Grands Couloirs

O glaciar suspenso é geralmente pequeno e encontra-se só junto à parede de uma montanha, razão do termo suspenso.
Exemplos de glaciares suspensos:
- Glacier des Grands Couloirs na Grande Casse em França
- Glacier de la Momie em Pelvoux na França

#### Glaciar regenerado
Trata-se de um glaciar cujo cumulação de neve depende fundamentalmente da queda dos séracs de um glaciar suspenso.

#### Glaciar de círculo
Trata-se de um glaciar que ocupa um circo, no sentido em que está rodeado por montanhas, pelo que não pode escapar dele ou então muito pouco.
Exemplos de glaciar em círculo:
- Glacier d'Arsine na França
- Glacier de Talèfre na Aiguille Verte

#### Glaciar de piemonte
É uma variedade dos glaciares de vale que atinge a planície aos pés da cadeia montanhosa, possuindo assim, e bem definida, uma zona de acumulação e uma zona de transporte.
Exemplos de glaciares de piemonte:
- Glacier Malaspina no Alasca

#### Glaciar costeiro

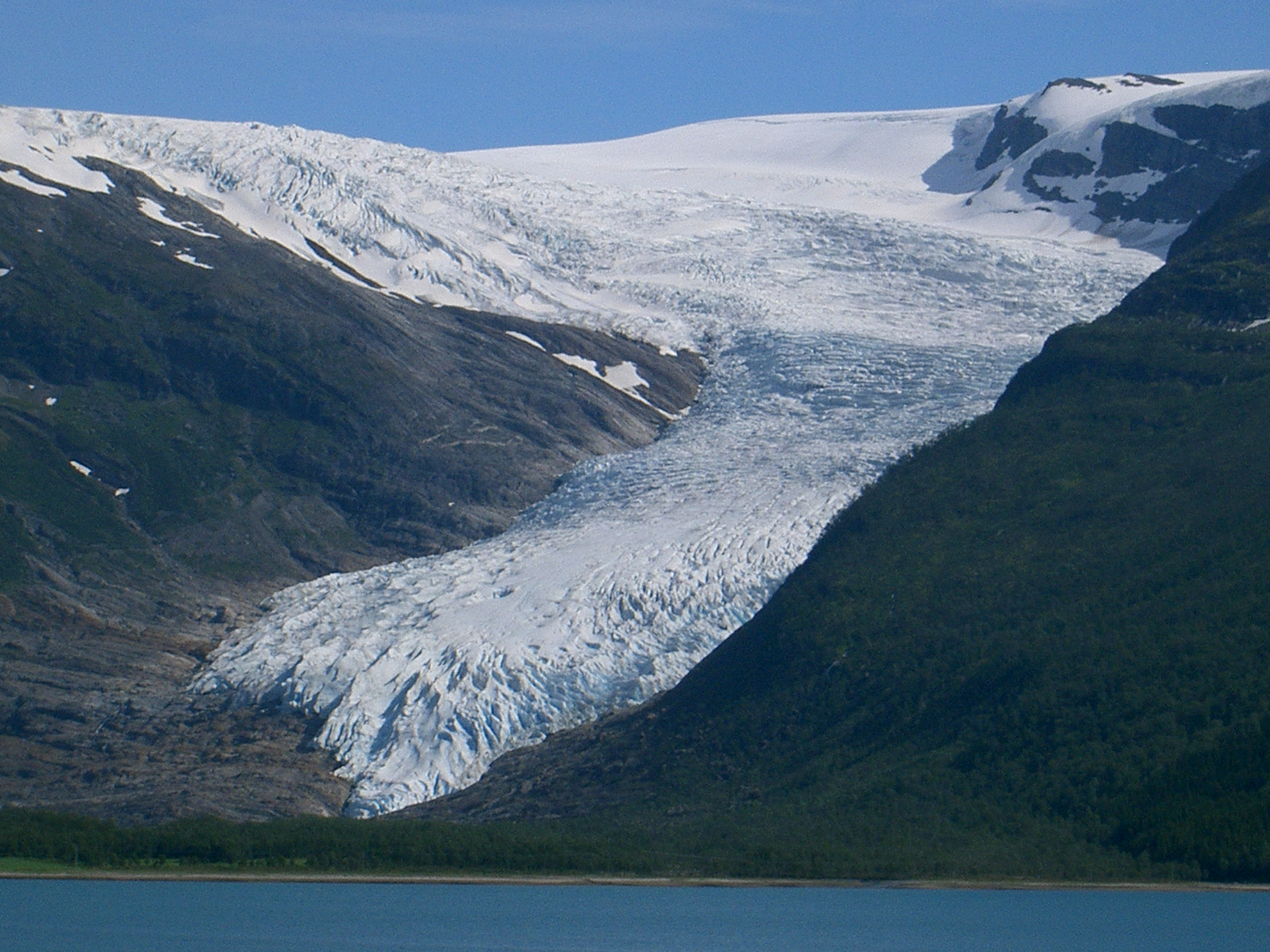
A língua Engabreen

Um glaciar costeiro (glaciar de mar ou língua glaciar) é assim chamado porque a língua do glaciar atinge o mar ou o oceano, pelo que hoje em dia só se encontram em latitudes elevadas.
Exemplos de glaciares costeiros:
- a língua glaciar Drygalsk no Antártico
- Glacier Taku no Alasca

### Glaciares continental ou não ou confinados
Esses glaciares são de tal maneira extensos e espessos que o relevo tem pouca incidência sobre a sua morfologia. Apresentam-se na forma de um imenso pacote de gelo que acaba por formar um planalto muito pouco inclinado e de onde surgem de vez em quando um nunatak, nome pelo qual é conhecido um cume rochoso na Islândia, e que formam as chamadas correntes glaciares.

#### Calota glaciar
Uma calota glaciar ou calota de gelo é uma massa de gelo que cobre uma área menor que 50 000 km².
Exemplos de calota glaciar ou calota de gelo:
- Vatnajökull na Islândia
- Austfonna na Noruega
- Campo de gelo do norte da Patagónia
- Campo de gelo do sul da Patagónia

#### Inlandsis
Um manto de gelo ou inlandsis é uma massa de gelo glaciar que cobre mais de 50 000 km² de terreno.
Só existem dois Inlandsis no mundo:
- o da Gronelândia
- o do Antárctico

## Movimento

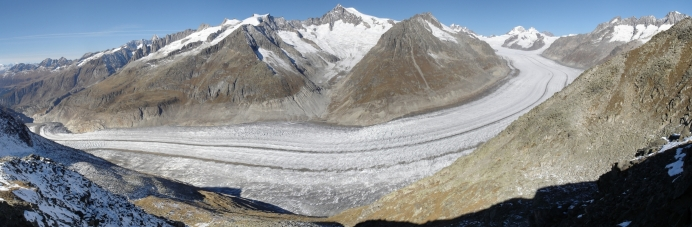
Vista panorâmica da geleira Aletsch, Suíça

O gelo comporta-se como um sólido quebradiço até que a pressão que tem em cima alcança os 50 metros de espessura do gelo. Uma vez ultrapassado este limite, o gelo comporta-se como um material plástico e começa a fluir. O gelo glaciário consiste em camadas de moléculas colocadas umas sobre as outras. As uniões entre as camadas são mais débeis que as existentes dentro de cada camada, de modo que quando o esforço ultrapassa as forças das ligações que mantêm as capas unidas, estas se deslocam umas sobre as outras.
Outro tipo de movimento é o deslizamento basal do gelo. Este se produz quando a geleira inteira desloca-se sobre o terreno no qual se encontra. Neste processo, a água de fusão contribui para o deslocamento do gelo mediante a lubrificação. A água líquida origina-se em decorrência da diminuição do ponto de fusão à medida que aumenta a pressão. Outras fontes para a origem da água de fusão podem ser a fricção do gelo contra a rocha, o que aumenta a temperatura e por último, o calor proveniente da Terra.
O deslocamento de uma geleira não é uniforme já que está condicionado pela fricção e a força de gravidade. Devido à fricção, o gelo glaciário inferior move-se mais lentamente que as partes superiores. À diferença das zonas inferiores, os gelos úmidos nos 50 metros superiores não estão sujeitos à fricção e, portanto são mais rígidos. Esta seção é conhecida como zona de fratura. O gelo da zona de fratura viaja em cima do gelo inferior e quando este passa através de terrenos irregulares, a zona de fratura cria fendas que podem ter até 50 metros de profundidade, onde o fluxo plástico as fecha. A rimaia é um tipo especial de fenda que somente forma-se nas geleiras de anfiteatro e tem uma direção transversal ao movimento pela gravidade da geleira. Poderia dizer-se que é uma fenda que se forma nos pontos onde se separa a neve do fundo do circo do gelo que, todavia está bem grudado na parte superior.

## Velocidade
A velocidade de deslocamento das geleiras está determinada pela fricção. Como se sabe, a fricção faz com que o gelo do fundo movimente-se a uma velocidade menor que as partes superiores. No caso das geleiras de vales, isto também se aplica para a fricção das paredes dos vales, porque as regiões centrais são as que apresentam um maior deslocamento. Isto foi confirmado em experimentos realizados no século XIX no que foram utilizadas estacas alinhadas em geleiras alpinas e analisou sua evolução. Posteriormente confirmou-se que as regiões centrais tinham se deslocado por distâncias maiores. Acontece exatamente o mesmo, ainda que em menor velocidade, com a água dos rios movendo-se em seus leitos.
As velocidades médias variam. Algumas apresentam velocidades tão lentas que as árvores podem estabelecer-se entre os sedimentos depositados. Em outros casos, contudo, deslocam-se vários metros por dia. Este é o caso da geleira Byrd, uma geleira de descarga na Antártida que, de acordo com estudos de satélites, desloca-se de 750 a 800 metros por ano (uns dois metros por dia).
O avanço de muitas geleiras pode estar relacionado por períodos de avanço extremamente rápidos chamados surge. As geleiras que apresentam surges comportam-se de uma maneira normal até que repentinamente aceleram seu movimento para depois voltar a seu estado anterior. Durante as surges, a velocidade de deslocamento é até 100 vezes maior que sob condições normais.

## Erosão
As rochas e os sedimentos são incorporados às geleiras por vários processos. As geleiras realizam erosões no terreno principalmente de duas maneiras: abrasão e atrito.

### Abrasão e atrito

Diagrama do atrito glaciário e a abrasão

À medida que a geleira flui sobre a superfície fraturada do leito de rocha, arrasta consigo blocos de rocha que incorpora ao gelo. Este processo conhecido como atrito, produz-se quando a água de fusão penetra nas fendas e diaclases do leito de rocha e do fundo da geleira e se congela. Conforme a água se expande, atua como uma alavanca que solta a rocha, levantando-a. Desta maneira que os sedimentos de todos os tamanhos passam a formar parte da carga da geleira.
A abrasão ocorre quando o gelo e a carga de fragmentos rochosos deslizam sobre o leito de rocha e funcionam como um papel de lixa que alisa e pule a superfície situada abaixo. A rocha pulverizada pela abrasão recebe o nome de farinha de rocha. Esta farinha está formada por grânulos de rocha do tamanho da ordem dos 0,002 a 0,00625 mm. Às vezes, a quantidade de farinha de rocha produzida é tão elevada que as correntes de água de fusão adquirem uma cor acinzentada.
Outra das características visíveis da erosão glaciária são as estrias glaciárias. Estas são produzidas quando o gelo do fundo contém grandes blocos de rocha que marcam sulcos no leito de rocha. Cartografando a direção das estrias pode-se determinar o deslocamento do fluxo glaciário, o qual é uma informação de interesse no caso de antigas geleiras.

### Velocidade da erosão
A velocidade da erosão de uma geleira é muito variável. Esta erosão diferenciada levada a cabo pelo gelo é controlada por quatro fatores importantes:
1. Velocidade do movimento da geleira.
2. Espessura do gelo.
3. Forma, abundância e dureza dos fragmentos de rocha contidos no gelo na base da geleira.
4. Capacidade erosiva da superfície debaixo da geleira.

### Sedimentos

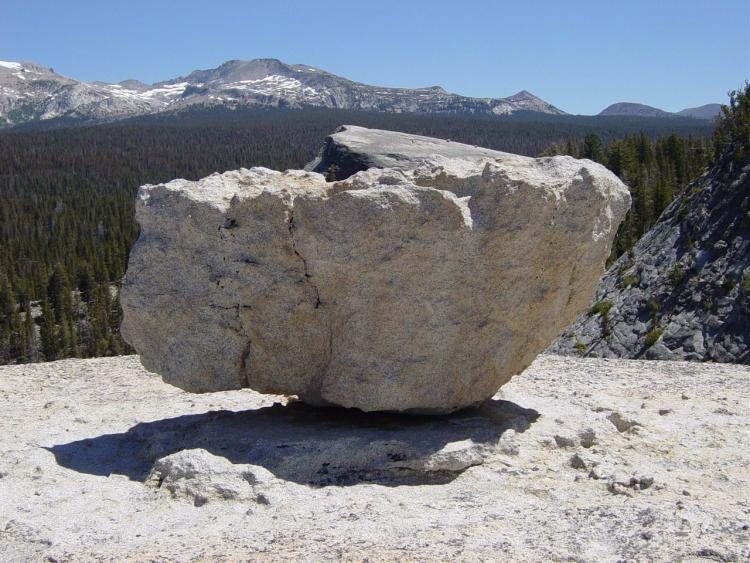
Bloco errático

Uma vez que o material sólido é incorporado à geleira, pode ser transportado por vários quilómetros antes de ser depositado na área da ablação. Todos os depósitos deixados pelos glaciares recebem o nome de sedimentos glaciares. Os sedimentos glaciares são divididos pelos geólogos em dois tipos distintos:
- Materiais depositados directamente pela geleira, sendo conhecidos como tilito ou argila glaciária.
- Os sedimentos deixados pela água provenientes da fusão da geleira, denominados sedimentos estratificados.

Os grandes blocos que se encontram no tilito ou livres sobre a superfície designam-se por erráticos glaciários que são diferentes ao leito de rocha em que se encontram (isto é, a sua litologia não é a mesma que a rocha encaixada subjacente). Os blocos erráticos de uma geleira são rochas soltas e portanto logo abandonadas pela corrente de gelo. O seu estudo litológico permite averiguar a trajectória da geleira que os depositou.

### Morenas ou morainas

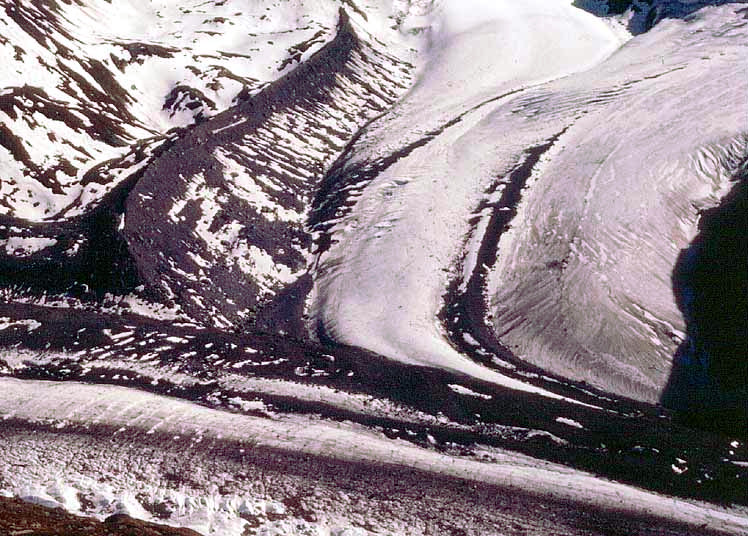
Morenas ou morainas

O nome mais comum para os sedimentos das geleiras é o de morenas ou morainas. O termo tem origem francesa e foi atribuído por camponeses para referir-se aos rebordos e terraplanagens aluviais de sedimentos encontrados perto das bordas das geleiras nos Alpes franceses. Na geologia moderna, este termo é mais usado num sentido mais lato, porque se aplica a uma série de formas, todas elas compostas por tilito.
Há diferentes tipos de morenas, conforme a posição que ocupam na geleira:
Morena terminalUma morena terminal é um montículo de material removido previamente e que se deposita ao término de uma geleira. Este tipo de morena forma-se quando o gelo está fundindo e evaporando perto do gelo da extremidade da geleira a uma velocidade igual a que o avanço fazia adiante da geleira desde sua região de alimentação. Ainda que o extremo da geleira esteja estacionário, o gelo segue fluindo depositando sedimentos como um cinturão transportador.
Morena de fundoQuando a ablação supera a acumulação, a geleira começa a retroceder; à medida que o faz, o processo de sedimentação do cinturão transportador continua deixando um depósito de tilito em forma de planícies onduladas. Esta camada de tilito suavemente ondulada se chama morena de fundo. As morenas terminais que se depositaram durante as estabilizações ocasionais da frente de gelo durante os retrocessos se denominam morenas de retrocesso.
Morena lateralAs geleiras de vale produzem dois tipos de morenas que aparecem exclusivamente nos vales de montanha. O primeiro deles chama-se morena lateral. Este tipo de morena se produz pelo deslizamento da geleira produzindo severos atritos de encontro às paredes do vale em que estão confinadas; desta maneira os sedimentos se acumulam de forma paralela às laterais do vale.
Morena centralO outro tipo são as morenas centrais. Este tipo de morenas é exclusivo das geleiras de vale e se forma quando as geleiras se unem para formar uma só corrente de gelo. Neste caso as morenas laterais se unem para formar uma franja central escura.
Morena superficialEstão situadas na superfície da geleira.
Morena frontalSituam-se na parte dianteira da geleira.

## Transformação do terreno

### Vales glaciários

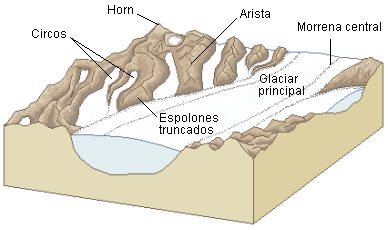
Vista de um glaciar activo

Antes da glaciação, os vales das montanhas tinham uma característica forma de V, produzida pela erosão da água na vertical. Contudo, durante a glaciação esses vales alargam-se e aprofundam-se, o que dá origem à criação de um vale glaciário em forma de U. Além do seu aprofundamento e alargamento, a geleira também alisa este vale graças à erosão. Desta forma vai eliminando os esporões de terra que estendem no vale. Como resultado desta interacção, são criadas falésias triangulares designadas esporões truncados, visto que muitas geleiras aprofundam mais os seus vales do que fazem os seus pequenos afluentes.
Em consequência, quando as geleiras acabam retrocedendo, os vales das geleiras afluentes ficam por cima da depressão glaciária principal, e são designados por vales suspensos. As partes do solo que foram afectadas pelo atrito e a abrasão, podem ser ocupadas pelos denominados lagos paternoster, nome originado do latim (Pai Nosso) que faz referência a uma parte das contas do rosário.
Na cabeceira de uma geleira há uma estrutura muito importante chamada de circo glaciário que tem a forma de uma grande taça com paredes escarpadas em três lados, mas aberta no lado que desce para o vale. No circo, dá-se a acumulação do gelo. Estes começam como irregularidades no lado da montanha e logo vão aumentando de tamanho pelo acúmulo do gelo. Depois do que a geleira derrete estes circos são ocupados por um pequeno lago de montanha designado por tarn.
Às vezes, quando há duas geleiras separadas por uma divisória, e esta, situada entre os circos, sofre erosão, é criada uma garganta ou desfiladeiro. A esta estrutura dá-se o nome de passo de montanha.
As geleiras também são responsáveis pela criação de fiordes, enseadas profundas e escarpadas que se encontram nas altas latitudes. Com profundidades que podem ultrapassar o quilómetro, são provocados pela elevação pós-glaciária do nível do mar e, portanto, à medida que este aumentava, as geleiras alteravam o seu nível de erosão.

### Arestas e espigões
Além das características que as geleiras criam em um terreno montanhoso, também é possível encontrar cristas sinuosos de bordos aguçados que recebem o nome de arestas e picos piramidais e agudos designados por espigões.
Esses dois traços podem ter o mesmo processo desencadeante: o aumento do tamanho dos circos produzidos pelo atrito e pela acção do gelo. No caso dos espigões, o motivo da sua formação são os circos que rodeiam uma única montanha.
As arestas surgem duma maneira similar; a única diferença é que os circos não estão dispostos em círculo, mas sim em lados opostos de uma divisória. As arestas também podem ser produzidas com a junção das geleiras paralelas. Neste caso as línguas glaciárias vão estreitando as divisórias à medida que sofrem erosão e fazem o polimento dos vales adjacentes.

### Rochasmoutonnées
São formadas pela passagem da geleira, quando esta esculpe pequenas colinas a partir de protuberâncias do leito de rocha. Uma protuberância de rocha deste tipo dá-se o nome de rocha moutonnée (do francês mouton), porque se assemelham a caneiros. As rochas moutonnées são formadas quando a abrasão da geleira alisa a suave pendente que está na frente do gelo glaciário que se aproxima e o atrito aumenta a inclinação do lado oposto à medida que o gelo passa por cima da protuberância. Estas rochas indicam a direcção do fluxo da geleira.

### Colinas assimétricas

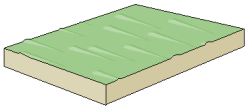
Drumlins

As morenas ou morainas são as únicas formas depositadas pelas geleiras. Em determinadas áreas que, em alguma ocasião estiveram cobertas por calotas de gelo continentais, existe uma variedade especial de paisagem glaciária caracterizada por colinas lisas, alargadas e paralelas chamadas colinas assimétricas.
As colinas assimétricas têm perfil aerodinâmico e são formadas principalmente por terreno errático ou tilitos. A sua altura oscila entre 15 e 50 metros e podem chegar a medir até um quilómetro de comprimento. O lado mais vertical da colina está na direcção do avanço do gelo, enquanto a pendente mais larga está virada para a direcção da deslocação do gelo.
As colinas assimétricas não aparecem isoladas, pelo contrário, encontram-se agrupadas naquilo que se chama de "campos de colinas". Podemos citar o campo de Rochester, Nova Iorque, que se calcula conter cerca de 10 000 colinas.
Apesar de não se ter a certeza como são formadas, ao observar-se o aspecto aerodinâmico, pode-se inferir que foram moldadas na zona de fluxo plástico de uma geleira antiga. Pensa-se que muitas colinas foram originadas quando as geleiras avançam sobre os detritos glaciários previamente depositados, remodelando o material.

### Sedimentos glaciários estratificados
A água que surge da área de ablação afasta-se da geleira numa camada plana que transporta sedimentos finos; à medida que diminui a velocidade, os sedimentos transportados, começam a depositar-se e então a água resultante da fusão começa a originar canais anastomosados. Quando esta estrutura se forma, associada a uma calota de gelo, recebe o nome de planície aluvial.

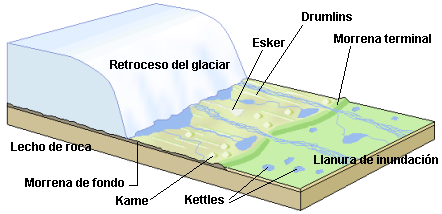
Esboço representando uma geleira em retração

As planícies de aluvião só podem estar acompanhadas por pequenas depressões conhecidas por kettles ou marmitas de gigante, ainda que seja uma forma menor de relevo que se forma nas correntes fluviais, motivo pelo qual não se deveria considerar no sentido estrito do termo, relacionado com as geleiras, apesar de serem muito frequentes em terrenos fluvioglaciários. As depressões das geleiras também se produzem em depósitos de tilitos.
As depressões maiores produzem-se quando blocos de gelo enormes ficam presos nos sedimentos glaciários e depois ao derreterem-se deixam buracos no sedimento, dando origem, quase sempre, a um sistema formado por numerosos lagos ligados entre si com formas alargadas e paralelas entre si, com uma direcção mais ou menos coincidente com a direcção do avanço do gelo durante as glaciações do Pleistoceno. É uma morfologia glaciária muito frequente na Finlândia (que é hábito chamar-se "o país dos 10 000 lagos"), no Canadá e em alguns estados dos Estados Unidos da América, como Alasca, Wisconsin e Minnesota. A amplitude destas depressões geralmente não ultrapassa os dois quilómetros, excepto no Minnesota e mais alguns lugares, ainda que em alguns casos cheguem a alcançar os 50 quilómetros de diâmetro. As profundidades oscilam entre os 10 e os 50 metros.

### Depósitos em contato com o gelo
Quando uma geleira diminui o seu tamanho até chegar a um ponto crítico, o fluxo detém-se e o gelo para. Entretanto, as águas de fusão que correm por cima, no interior e por baixo do gelo, deixam depósitos de sedimentos estratificados. Por isso, à medida que o gelo vai-se derretendo, vai deixando depósitos estratificados em forma de colinas, terraços e cúmulos. Este tipo de depósito é conhecido como depósito em contacto com o gelo.
Quando estes depósitos têm a forma de colinas com encostas empinadas ou montículos são designados por kames. Alguns kames são formados quando a água de fusão deposita sedimentos através de aberturas no interior do gelo. Noutras situações, só são a consequência de deltas até o exterior do gelo, produzidos pela água de fusão.
Quando o gelo glaciário ocupa um vale, podem formar-se terraços ou Kames ao longo dos lados do vale.
Um terceiro tipo de depósitos formado em contacto com o gelo é caracterizado por sinuosas cristas longas e estreitas compostas essencialmente por areia e gravilha. Algumas destas cristas têm alturas que superam os 100 metros e o seu comprimento ultrapassa os 100 quilómetros. Trata-se dos eskers, cristas depositadas por rios de águas de fusão que correm por baixo de uma massa de gelos glaciários que avançam lentamente.
Estes rios servem de fuga para a água de fusão que forma a geleira em contacto com o solo e ocupam uma espécie de grutas muito largas por baixo do glaciar. A origem destas colinas alargadas encontra-se na capacidade de arrasto de sedimento entre o gelo (que é muito maior) e a água: no leito destes rios subterrâneos vão-se acumulando materiais arrastados pela geleira que a água não é capaz de continuar a transportá-los. Por esse motivo, os eskers são colinas alargadas por onde passaram os rios internos de uma geleira. São muito frequentes na Finlândia e apresentam sempre a mesma direcção no mesmo sentido do deslocamento da geleira.

## A glaciação do Quaternário
Em 1821, um engenheiro suíço, Ignaz Venetz, apresentou um artigo em que sugeria a presença de rasgos característicos da paisagem glaciária a distâncias consideráveis dos Alpes. Esta ideia foi negada por outro cientista suíço, Louis Agassiz, mas quando Louis tentou demonstrar a não validade da teoria de Ignaz, na verdade acabou por acreditar nas afirmações do seu colega e outros que o seguiram, como De Saussure, Esmark e Charpentier. De facto, um ano mais tarde na sua expedição com Charpentier (1836), Agassiz colocou a hipótese de ter existido um período glacial que teria tido efeitos generalizados e de longo alcance. A sua contribuição para a chamada Teoria glacial consolidou o seu prestígio como naturalista.
Com o passar do tempo e graças ao desenvolvimento do conhecimento geológico, comprovou-se que existiram vários períodos de avanço e retração das geleiras e que as temperaturas existentes na terra eram muito diferentes das actuais.
Estabeleceu-se uma divisão quádrupla para a glaciação quaternária para a América do Norte e Europa. Estas divisões foram baseadas principalmente no estudo dos depósitos glaciares. Na América do Norte, cada uma destas quatro etapas foi denominada pelo estado em que se encontravam os depósitos correspondentes a essa época. Por ordem de seu aparecimento temos: Nebraskan, Kansan, Illinoisan e Wisconsinan. Esta classificação foi desenvolvida e melhorada graças ao estudo detalhado dos sedimentos do fundo oceânico. Como os sedimentos do fundo oceânico, ao contrário dos continentais, não estão afectados por descontinuidades estratigráficas, são especialmente úteis para determinar os ciclos climáticos do planeta.
Desta forma, as divisões identificadas passaram a ser umas vinte e a duração de cada uma delas é aproximadamente de 100 000 anos. Todos estes ciclos estão situados no que se conhece como a glaciação quaternária.
Durante o seu auge, o gelo deixou a sua marca em quase 30 % da superfície continental, cobrindo por completo cerca de 10 milhões de quilómetros quadrados da América do Norte, 5 milhões de quilómetros quadrados da Europa e 4 milhões de quilómetros quadrados da Sibéria. A quantidade de gelo glaciário no Hemisfério Norte foi o dobro da do Hemisfério Sul. Isto é justificado por no Hemisfério Sul o gelo não podia cobrir mais do que o território do que o antártico.
Na actualidade é aceite que a glaciação começou há 2 ou 3 milhões de anos, definindo o que se designa por Pleistoceno.

## Alguns efeitos do período glacial quaternário
Os efeitos do período glaciar Quaternário são bem evidentes. Sabe-se que espécies de animais e plantas foram obrigadas a emigrar enquanto que outras conseguiram adaptar-se.  Apesar de tudo, a evidência mais importante é o actual levantamento sofrido pela Escandinávia e América do Norte. Sabe-se que, por exemplo, a baía de Hudson durante os últimos mil anos elevou-se cerca de 300 metros. O motivo desta ascensão é devido ao equilíbrio de isostasia. Esta teoria sustenta que quando uma massa como uma geleira se sobrepõe à superfície terrestre, esta vai-se afundando pela pressão, mas quando a geleira se derrete, a crosta terrestre começa a elevar-se até à sua posição original, ou seja, volta ao seu nível de equilíbrio, ao libertar-se do peso da própria geleira. A este processo de voltar ao sistema inicial chama-se movimento eustático.

## Causas das glaciações
Apesar do conhecimento adquirido durante os últimos anos, ainda se sabe pouco sobre as causas das glaciações.
As glaciações generalizadas foram raras na história da Terra. Sem dúvida, a Idade do gelo no Pleistoceno não foi o único evento de glaciação já que se pode identificar depósitos denominados por tilitas, uma rocha sedimentar formada quando se litifica o tilito glaciário.
Estes depósitos encontrados em estratos de diferentes idades, apresentam características similares como fragmentos de rocha estriada, algumas sobrepostas à superfícies do leito de rocha polida e estriada ou associadas com arenitos e conglomerados que mostram traços de depósitos na planície aluvial.
Identificaram-se dois episódios glaciares Pré-Cambriano, o primeiro há cerca de 2000 milhões de anos e o segundo há cerca de 600 milhões de anos. Além disso, em rochas do Paleozóico tardio, de uma antiguidade por volta de 250 milhões de anos, encontrou-se um registo bem documentado de uma época glaciar anterior.
Ainda existem ideias divergentes acerca dos factores determinantes das glaciações, sendo as hipóteses mais importantes: a tectónica de placas e as variações da órbita terrestre.

### Tectónica de placas

As placas tectónicas da Terra foram cartografadas na segunda metade do século XX

Como as geleiras só podem se formar sobre terra firme, a ideia da tectónica de placas sugere que a evidência de glaciações anteriores se encontra presente em latitudes tropicais, visto que a derivação das placas tectónicas transportou os continentes desde latitudes tropicais até regiões mais próximas dos polos. A evidência de estruturas glaciares na América do Sul, África, Austrália e na Índia confirmam esta ideia, devido a saber-se que experimentaram um período glaciar perto do final do Paleozóico há cerca de 250 milhões de anos.
A ideia de que as evidências de glaciações encontradas em latitudes médias estão intimamente relacionadas com a deslocação das placas tectónicas e foi confirmada com a ausência de traços glaciares no mesmo período para as latitudes mais altas da América do Norte e Eurásia, o que indica, como é obvio, que as suas localizações eram muito diferentes das actuais. Por outro lado, no arquipélago de Svalbard nas explorações de minas de carvão, também serve para confirmar a ideia da deslocação das placas tectónicas, visto que aí, nesse arquipélago, não existe vegetação suficiente que explique esses veios de carvão mineral.
As mudanças climáticas também estão relacionadas com as posições dos continentes, que variaram em conjunto com a deslocação das placas tectónicas e que, além disso, afectou os padrões das correntes oceânicas que por seu lado provocaram alterações na transmissão de calor e humidade. Como os continentes se deslocam muito devagar (cerca de dois centímetros por ano) semelhantes alterações climáticas provavelmente ocorreram em períodos de milhões de anos.

### Variações na órbita terrestre
Devido à deslocação das placas tectónicas ser muito lenta, esta explicação não pode ser utilizada para explicar a alternância entre climas glaciares e interglaciares que se deu durante o Pleistoceno. Por este motivo, os cientistas acreditam que tais oscilações climáticas do Pleistoceno devem estar ligadas a variações da órbita terrestre. Esta hipótese foi formulada pelo jugoslavo Milutin Milankovitch e se baseia na premissa de que as variações da radiação solar que atingem a Terra constituem um factor fundamental no controlo do clima terrestre.
O modelo é baseado em três elementos:
1. Variações na excentricidade da órbita da Terra à volta do Sol
2. Alterações na inclinação, ou seja, as variações no ângulo formado pelo eixo com o plano da órbita terrestre, e
3. A flutuação do eixo da Terra, conhecido como precessão dos equinócios.

Apesar das condições do modelo de Milankovitch não parecerem justificar grandes alterações na radiação incidente, não há dúvida que a alteração se faz sentir como se pode observar pelo contrates das estações do ano.
Um estudo dos sedimentos marinhos que continham certos micro-organismos climaticamente sensíveis há cerca de meio milhão de anos, foram comparados com estudos da geometria da órbita da terra e o resultado foi contundente: As alterações climáticas estão estreitamente relacionadas com os períodos de inclinação, precessão e excentricidade da órbita da Terra.
Na generalidade, com os dados recolhidos, pode-se afirmar que a tectónica de placas só é aplicável para períodos de tempo muito longos, enquanto que a proposta de Milankovitch, apoiada por outros trabalhos ajusta-se às alternâncias periódicas dos episódios glaciares e interglaciares do Pleistoceno. Deve-se ter em conta que estas proposições ainda estão sujeitas a críticas. Contudo, não se sabe com uma certeza absoluta se não há outros factores envolvidos a considerar.

Geleira Perito Moreno (Argentina)

## Leituras adicionais
- Benn, Douglas I.; Evans, David J. A. (1999). Glaciers and Glaciation. [S.l.]: Arnold
- Bennett, M. R.; Glasser, N. F. (1996). Glacial Geology: Ice Sheets and Landforms. [S.l.]: John Wiley & Sons
- Derruau, Max (1991). El sistema de erosión glacial. Em Geomorfología. Seção 3, capítulo 2. 2ª ed. Barcelona: Ariel. ISBN 0-521-82808-2
- Hambrey, Michael (1994). Glacial Environments. [S.l.]: University of British Columbia Press, UCL Press
- Hambrey, Michael; Alean, Jürg (2004). Glaciers 2ª ed. [S.l.]: Cambridge University Press. ISBN 0-521-82808-2
- Kaser, Georg; Henry Osmaston (2001). Tropical Glaciers. [S.l.]: Cambridge University Press. ISBN 0-521-63333-8
- Knight, Peter G (1999). Glaciers. Cheltenham: Nelson Thornes. ISBN 0-7487-4000-7
- Mattern, Joanne; Henry Osmaston (2004). Antártida: El glaciar más grande del mundo. [S.l.]: The Rosen Publishing Group. ISBN 0-8239-6874-X
- Strahler, Arthur N.; Henry Osmaston (1960). «26». Landforms made by glaciers. Em Physical Geography. Nova Iorque: John Wiley and Sons. ISBN 0-8239-6874-X
- Walley, Robert (1992). Introduction to Physical Geography. [S.l.]: Wm. C. Brown Publishers
- W. S. B. Paterson (1994). Physics of Glaciers 3ª ed. [S.l.]: Pergamon Press